# صوفيا بوش

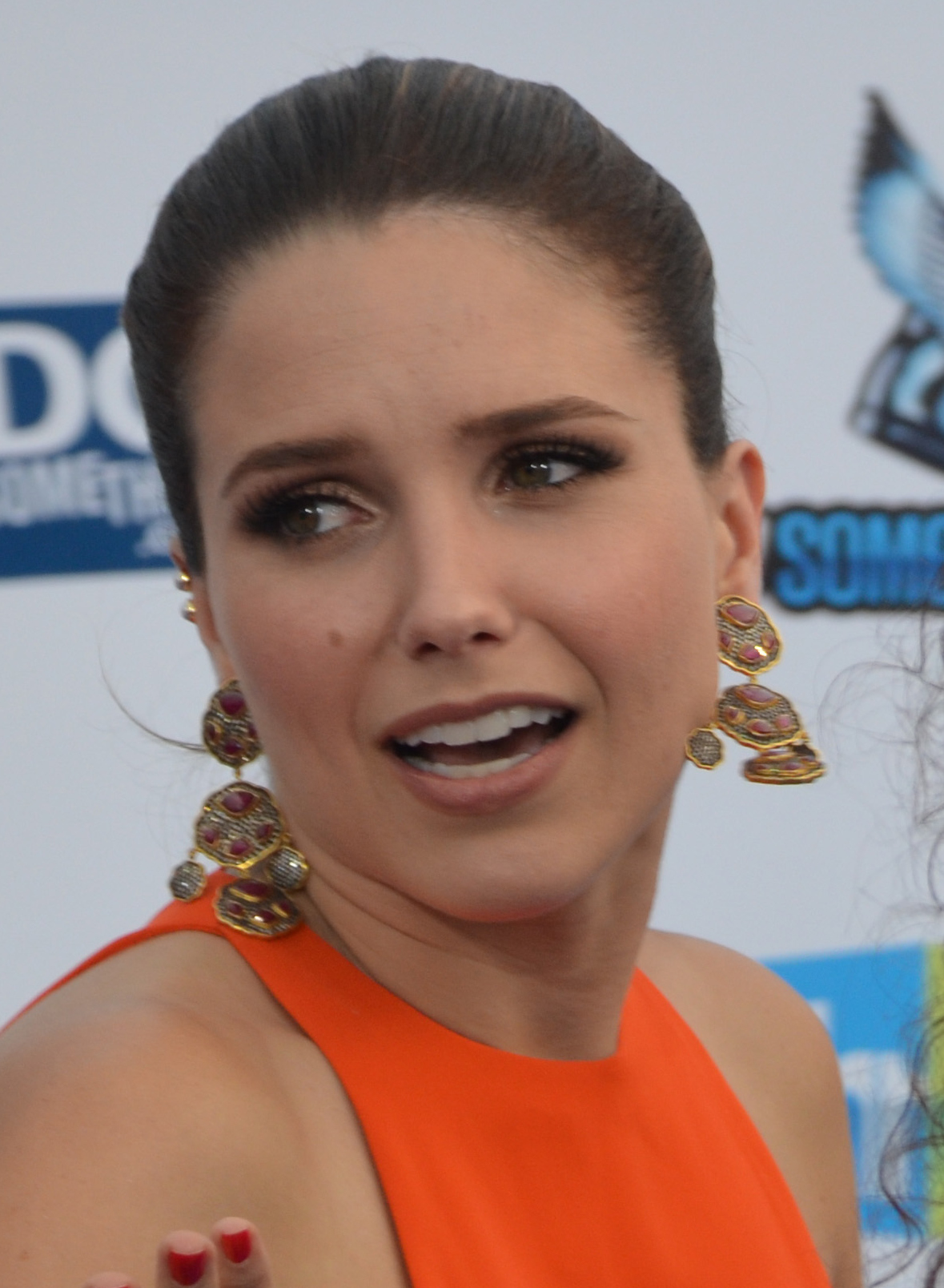
صوفيا بوش

صوفيا بوش (بالإنجليزية: Sophia Bush)‏ ممثلة أمريكية من مواليد 8 يوليو 1982، من أشهر ادورها بروك ديفيس في مسلسل تل شجرة واحد.

## روابط خارجية
- صوفيا بوش على موقع IMDb (الإنجليزية)
- صوفيا بوش على موقع روتن توميتوز (الإنجليزية)
- صوفيا بوش على موقع ألو سيني (الفرنسية)
- صوفيا بوش على موقع تيرنر كلاسيك موفيز (الإنجليزية)
- صوفيا بوش على موقع أول موفي (الإنجليزية)
- صوفيا بوش على موقع قاعدة بيانات الأفلام السويدية (السويدية)
- صوفيا بوش على موقع إن إن دي بي (الإنجليزية)
- صوفيا بوش على موقع قاعدة بيانات الفيلم (الإنجليزية)
- صوفيا بوش على موقع كينوبويسك (الروسية)